# Pedro Jóia
Pedro Jóia (Liége, 30 de Maio de 1970) é um guitarrista português, compositor e diretor musical. 

## Biografia
Pedro começou a tocar guitarra aos 7 anos de idade com Paulo Valente Pereira, na Academia dos Amadores de Música e a estudar com Manuel Morais. Dois anos depois, estudou guitarra flamenca com Paco Peña, Gerardo Nuñez e Manolo Sanlúcar. Tocou profissionalmente aos 19 anos, solo e em diferentes formações na Europa, Ásia, América do Sul e África.
Pedro compõe regularmente para teatro e cinema. Lançou seis CDs homônimos. Entre 1997 e 2003 lecionou na Universidade de Évora. Nos cinco anos seguintes viveu no Brasil e tocou regularmente com Ney Matogrosso, Yamandú Costa e Gilberto Gil, entre muitos outros.
Em 2011, iniciou uma colaboração estreita com alguns dos nomes mais promissores do fado novo, como com Raquel Tavares e Ricardo Ribeiro, explorando novas abordagens musicais para fado tradicional.	
A partir de 2012, tocou em concerto e em gravações com o nome maior do panorama atual do fado, Mariza. Toca também com o grupo Resistência, combinando estas atividades com os seus próprios projetos pessoais, como o Pedro Jóia Trio com Norton Daiello e João Frade.

## Prêmios e Reconhecimento
Em 2008 ganhou o Prémio Carlos Paredes com o álbum "À Espera de Armandinho". 

## Discografia
- Guadiano - 1996[26]
- Sueste - 1999[27]
- Variações Sobre Carlos Paredes - 2001[28]
- Jacarandá - 2003[29]
- À Espera de Armandinho - 2007[30]
- Pedro Jóia Ao Vivo com Orquestra de Câmara Meridional - 2015[31]
- Pedro Jóia Trio "Vendaval" - 2017
- Zeca - 2020